# 29473 Krejčí
29473 Krejčí è un asteroide della fascia principale. Scoperto nel 1997, presenta un'orbita caratterizzata da un semiasse maggiore pari a 2,7410429 UA e da un'eccentricità di 0,0970634, inclinata di 1,54299° rispetto all'eclittica.